# Goudarz Davoudi
Goudarz Davoudi (tiếng Ba Tư: گودرز داوودی, sinh ngày 7 tháng 4 năm 1993) là một thủ môn bóng đá người Iran, hiện tại thi đấu cho câu lạc bộ tại Persian Gulf Pro League Esteghlal Khuzestan and also Đội tuyển bóng đá U-23 quốc gia Iran.

## Sự nghiệp câu lạc bộ

### Naft masjed Soleyman
Davoudi bắt đầu sự nghiệp với Naft Masjed Soleyman. Anh là một phần của Naft Masjed Soleyman trong việc lên chơi tại Iran Pro League năm 2014. Anh có màn ra mắt cho Masjed Soleymani ở vòng cuối Iran Pro League 2014–15 trước Malavan.

### Thống kê sự nghiệp câu lạc bộ
Tính đến 19 tháng 5 năm 2015.
| Câu lạc bộ   | Hạng đấu     | Mùa giải     | Giải vô địch | Giải vô địch | Cúp Hazfi | Cúp Hazfi | Châu Á  | Châu Á    | Tổng    | Tổng      |
| Câu lạc bộ   | Hạng đấu     | Mùa giải     | Số trận      | Bàn thắng    | Số trận   | Bàn thắng | Số trận | Bàn thắng | Số trận | Bàn thắng |
| ------------ | ------------ | ------------ | ------------ | ------------ | --------- | --------- | ------- | --------- | ------- | --------- |
| Naft MIS     | Hạng đấu 1   | 2012–13      | 1            | 0            | 0         | 0         | –       | –         | 1       | 0         |
| Naft MIS     | Hạng đấu 1   | 2013–14      | 0            | 0            | 1         | 0         | –       | –         | 1       | 0         |
| Naft MIS     | Pro League   | 2014–15      | 1            | 0            | 2         | 0         | –       | –         | 3       | 0         |
| Career Total | Career Total | Career Total | 2            | 0            | 3         | 0         | 0       | 0         | 5       | 0         |

## Sự nghiệp quốc tế

### U23
Anh được triệu tập vào trại huấn luyện của U-23 Iran bởi Mohammad Khakpour.

## Danh hiệu
Esteghlal Khuzestan
- Iran Pro League (1): 2015–16
- Á quân Siêu cúp bóng đá Iran: 2016